# 監視塔

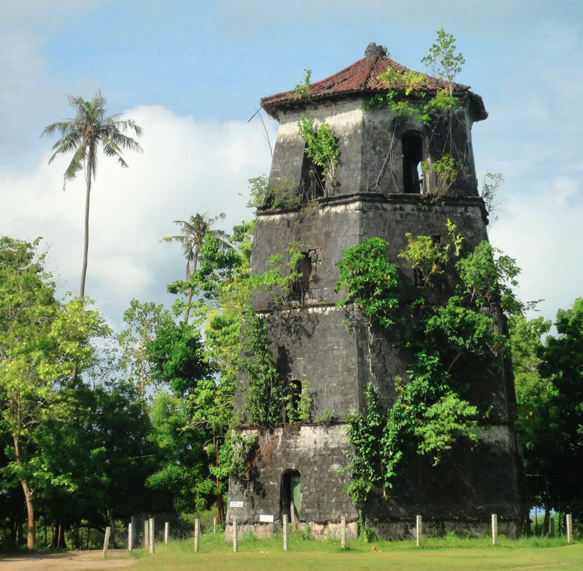
フィリピンのパングラオ監視塔

監視塔（かんしとう、物見やぐら、見張り塔、望楼、英: watchtower）は、世界の多くの地域で使われている要塞の一種である。それは通常の塔とは異なり、主な用途は軍用で、高所から安全に周囲を領地や国境を確認できる場所を提供する目的で建設される。場合によっては、宗教的な塔のような非軍用の塔も見張り塔として流用される。

## 歴史

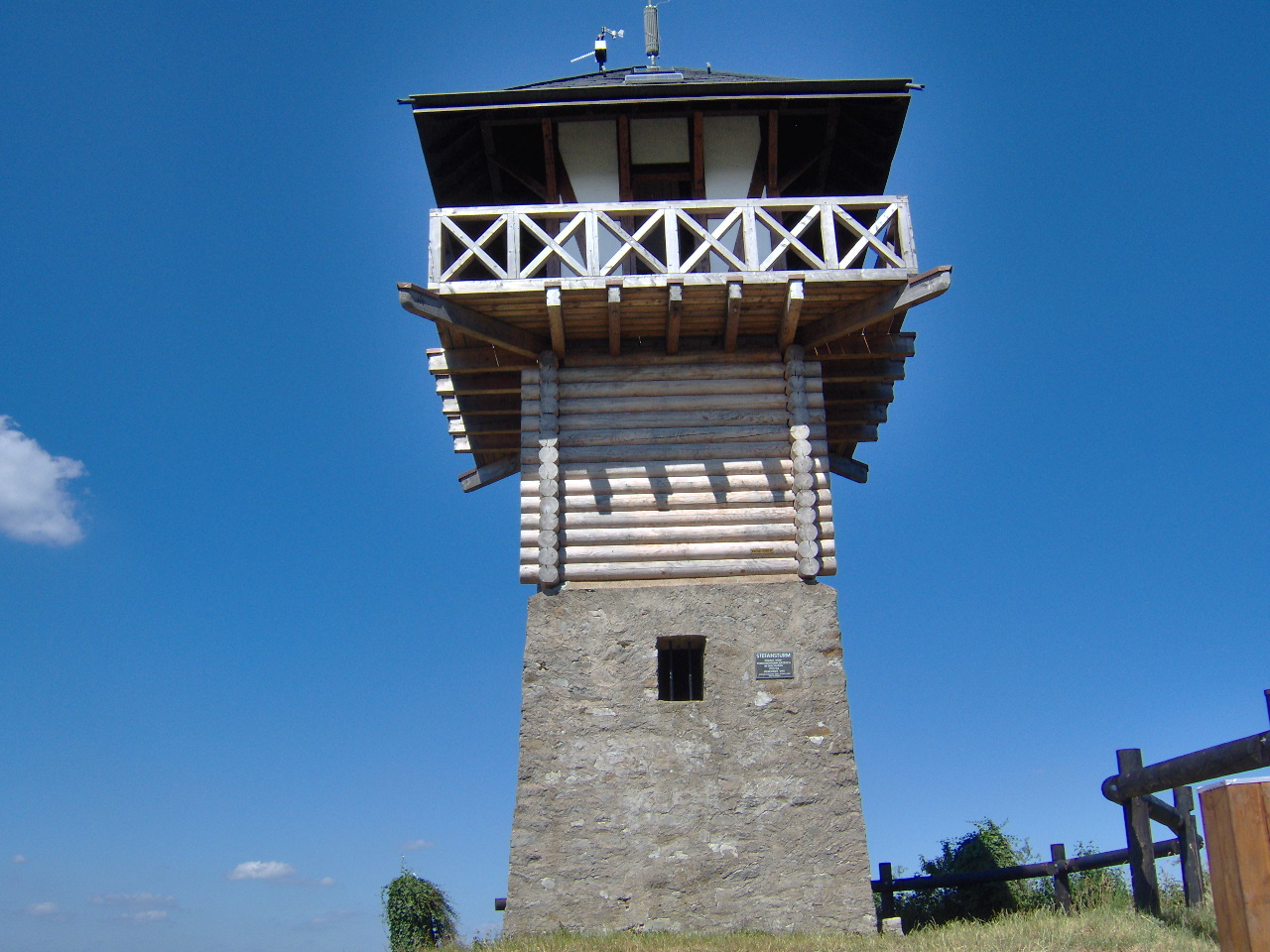
ドイツのローマ時代の監視塔

ローマ人は、通信システムの一部として数多くの塔を建てた。例としては、イギリスのハドリアヌスの長城や、ドイツなどに残るリメスに沿った塔がある。またローマ人は、現存しているスペイン北部のヘラクレスの塔のように、多くの灯台を建設した。
中世ヨーロッパでは、多くの城やマナー・ハウス、または要塞建造物に見張り塔が併設されていた。フランス西部のマナー・ハウスでは、矢狭間や銃眼を備えた見張り塔が主な防衛手段の1つであった。領主は、見張り塔の上から自らの領域を監視することが可能であった。
サウジアラビア南部やイエメンでは、アスィール山岳地帯に、小型の石造か泥製のカサバと呼ばれるキープや物見の塔を建設した。さらにナジュドでは、山の頂上から遠くから近づいてくる敵を発見し警報を行う「Margab」と呼ばれる監視塔が建てられた。

## ギャラリー

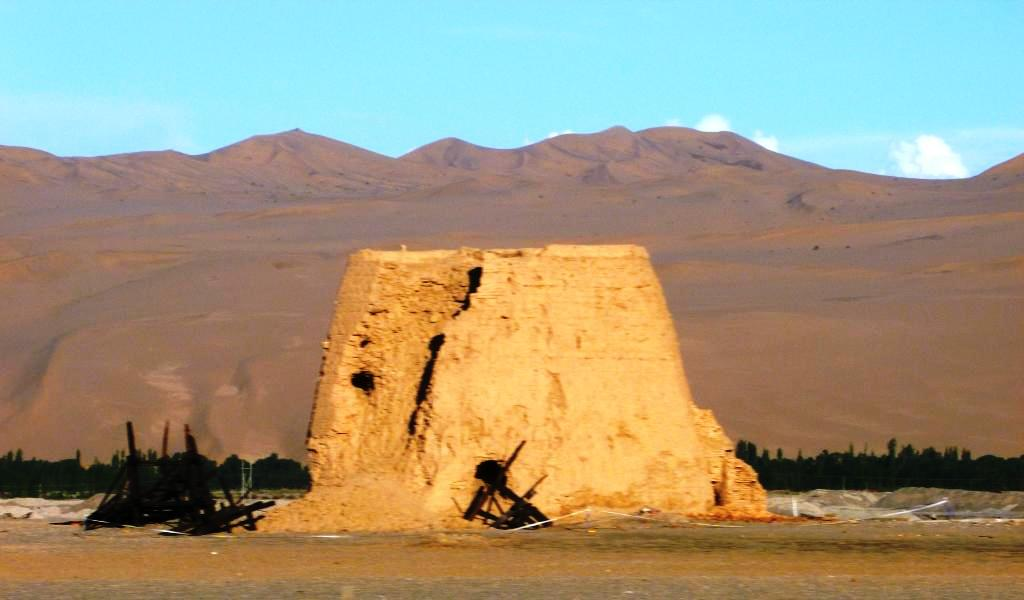
中国、漢の時代の監視塔
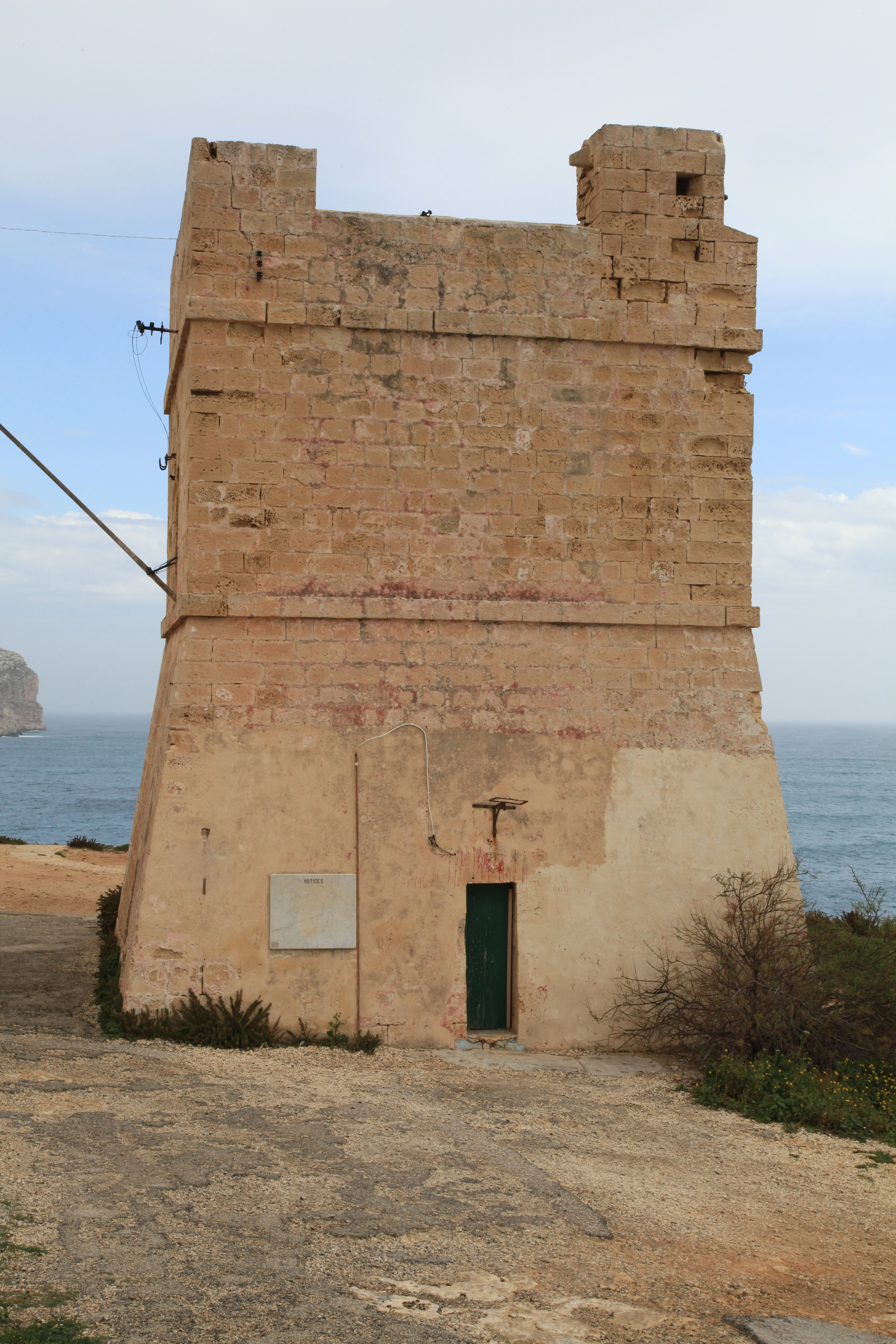
マルタ島のen:De Redin towers
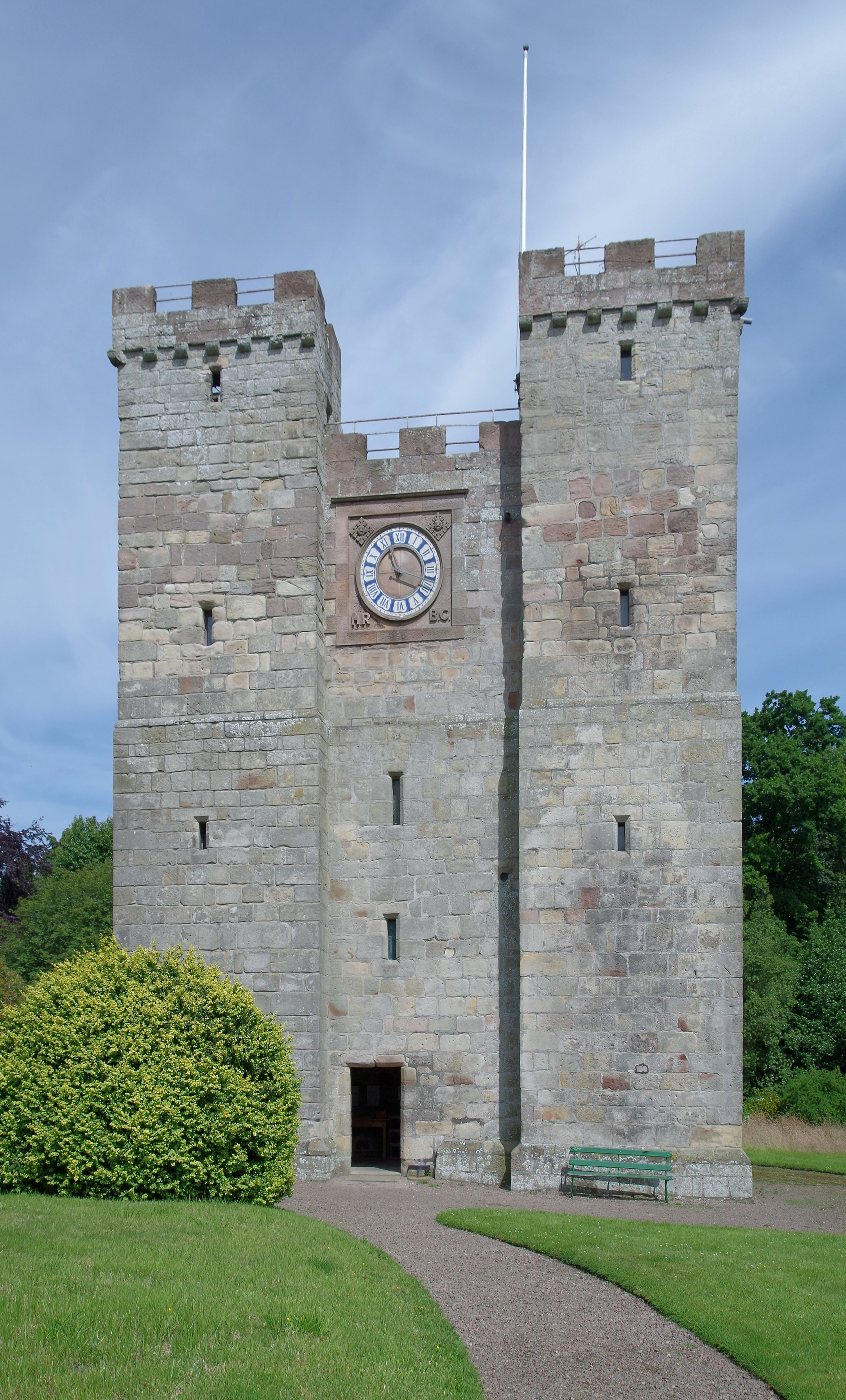
スコットランドの名士の豪邸タワーハウス（英語版）もしくはキープと監視塔の機能を持っていたピールタワー（英語版）
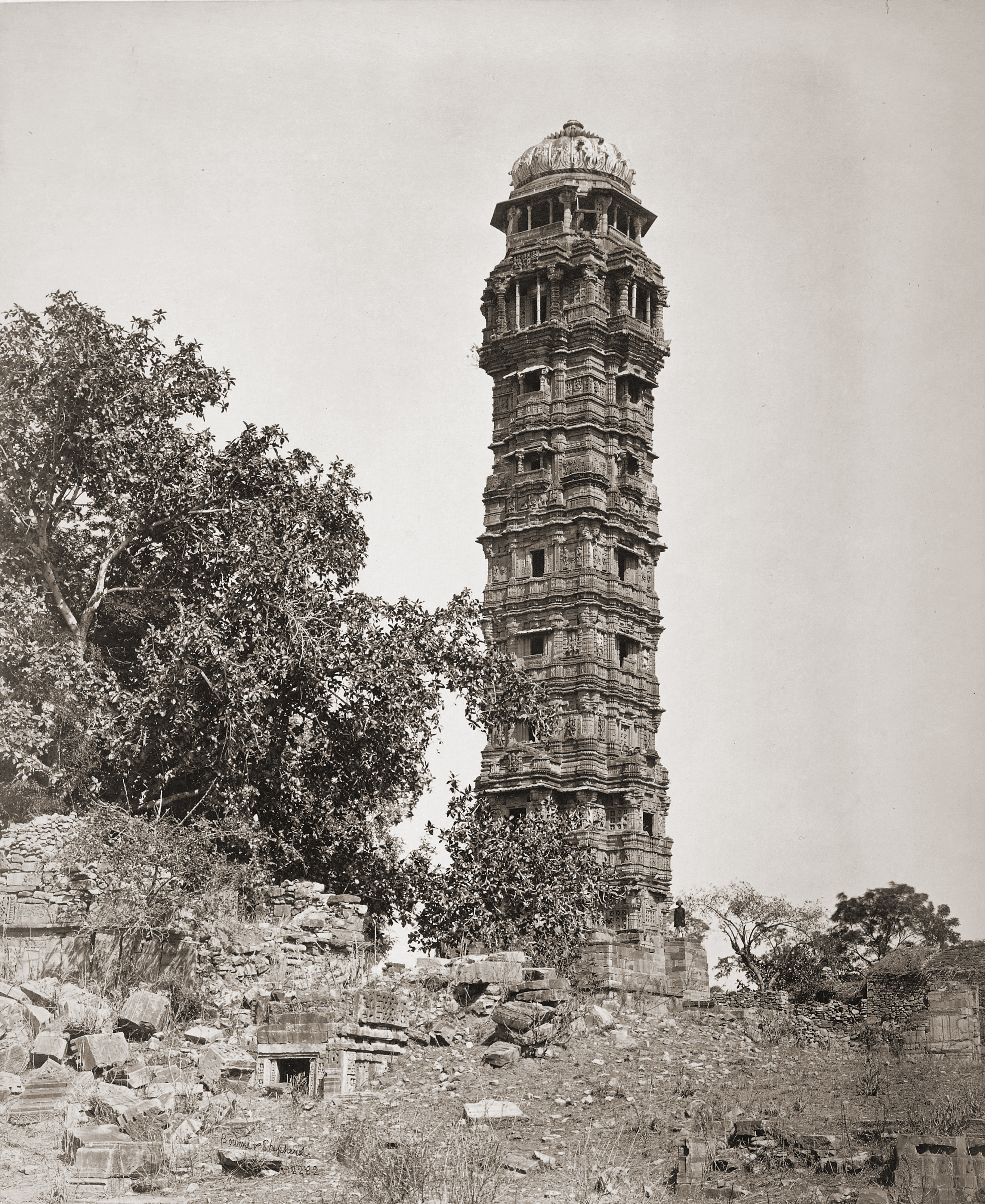
インドのチトールにある「ヴィジャイ・スタンバ（英語版）（勝利の塔）」